# Антарктический плосконос
Антаркти́ческий плосконо́с (лат. Bathydraco antarcticus) — морская антарктическая донная рыба семейства батидраковых (Bathydraconidae) подотряда нототениевидных (Notothenioidei) отряда окунеобразных (Perciformes). Один из пяти видов глубоководных рыб в роде Bathydraco. Впервые описана как новый для науки вид в 1878 году немецко-британским ихтиологом и герпетологом Альбертом Гюнтером (нем. Albert Karl Ludwig Gotthilf Günther, 1830—1914) по голотипу от субантарктического острова Хёрд в индоокеанском секторе Южного океана, пойманному на глубине 2369 м.
B. antarcticus — это типично донная, глубоководная, среднеразмерная рыба стандартной длиной около 24 см. Обитает на склонах южной части островов подводного Южно-Антильского хребта и подводного хребта Кергелен-Гауссберг, где известна с глубин 340—2400 м. Согласно схеме зоогеографического районирования по донным рыбам Антарктики, предложенной А. П. Андрияшевым и А. В. Нееловым, прерывистый ареал вида находится в границах провинции Южная Георгия и западноантарктической провинции гляциальной подобласти в атлантическом секторе Южного океана и в границах округа Кергелен-Хёрд индоокеанской провинции кергеленской подобласти Антарктической области.
Антарктический плосконос может встречаться в уловах донных тралов на склонах субантарктических подводных хребтов Антарктиды на больших глубинах, а также в желудках глубоководных хищных рыб.

## Характеристика вида
В спинном плавнике 34—39 лучей, в анальном плавнике 31—33 луча, в грудном плавнике 21—23 луча. Одна (дорсальная) боковая линия, в которой насчитывается 56—65 трубчатых члеников (чешуй). На первой жаберной дуге имеется два ряда тычинок: во внешнем ряду 3—7 тычинок в верхней части дуги и 11—19 тычинок в нижней части, во внутреннем ряду в верхней части — 2—4 тычинки, в нижней части — 8—12 тычинок. Общее число позвонков 51—53, из них туловищных — 17—18 и хвостовых — 34—35.
Тело покрыто ктеноидной чешуёй, включая верхнюю половину жаберной крышки, длинное и низкое, его высота на уровне основания грудных плавников составляет 9—12 % стандартной длины тела, на уровне начала анального плавника — 8—10 % стандартной длины. Голова умеренной длины (28—34 % стандартной длины) и высоты (29—33 % длины головы), неширокая — 29—34 % длины головы; рыло умеренно длинное — 29—34 % длины головы; глаз относительно небольшой — 22—27 % длины головы, заметно выступающий из орбиты и приподнимающийся над верхним профилем головы; межглазничное пространство узкое — 6—7 % длины головы; длина верхней челюсти 30—38 % длины головы. Расстояние от вершины верхней челюсти до начала спинного плавника 37—42 % стандартной длины; расстояние от вершины верхней челюсти до начала брюшного плавника — 24—33 % стандартной длины, расстояние от вершины верхней челюсти до начала анального плавника — 59—63 % стандартной длины.

## Распространение и батиметрическое распределение
Ареал вида охватывает подводные склоны островов Южно-Антильского хребта — Южные Сандвичевы и Южные Оркнейские острова в атлантическом секторе Южного океана, а также районы островов Кергелен, Хёрд и Макдональд в индоокеанском секторе. Встречается преимущественно в глубоководной талассобатиальной зоне на глубинах от 340 до 2400 м. В районе острова Кергелен отмечена на глубинах 580—1150 м.

## Размеры
Небольшая рыба, максимальная известная стандартная длина которой не превышает 24 см.

## Образ жизни
Образ жизни неизвестен.